# Omejitev (matematika)
Omejitev je predpis, s katerim omejimo množico možnih (dovoljenih) rešitev optimizacijskega problema.
Omejitve navadno podamo kot množico enačb in neenačb, zato razlikujemo med enakostnimi in neenakostnimi omejitvami.

## Primer
Spodaj je primer definicije enostavnega optimizacijskega problema z dvema spremenljivkama:
poišči minimum f(x) = x12+x42
pri pogojih
x1 ≥ 1
in
x2 = 1
V prvi virstici je definirana namenska funkcija f(x), ki jo minimiziramo. druga in tretja vrstica predstavljata omejitvi, ki določata množico dopustnih rešitev A, v tem primeru je to poltrak, ki je vzporeden abscisni osi in ima krajišče v točki (1,1). Druga vrstica predstavlja neeenakostno omejitev, tretja pa enakostno. Po dogovoru navadno omejitve pišemo tako, da je na eni strani enačaja ali neenačaja ničla:
c 1 (x) = 1-x1 ≤ 0
in
c 2 (x) = 1 - x2 = 0
Pri tem smo uvedli omejitveni funkciji c 1(x) in c 2(x). Različni avtorji uporabljajo različne dogovore o definiciji omejitvenih funkcij pri neenakostnih omejitvah glede na to, ali je omejitvena funkcija na dovoljenem območju manjša ali enaka 0 oziroma večja ali enaka 0.